# San Diego Film Critics Society Awards 2008
I premi del 13° San Diego Film Critics Society Awards sono stati annunciati il 15 dicembre 2008.

## Premi assegnati

### Miglior attore
Mickey Rourke - The Wrestler nel ruolo di Randy "The Ram" Robinson

### Miglior attrice
Kate Winslet - The Reader - A voce alta nel ruolo di Hanna Schmitz

### Miglior film di animazione
- WALL•E di Andrew Stanton
  - Bolt - Un eroe a quattro zampe (Bolt) di Chris Williams
  - Kung Fu Panda di Mark Osborne e John Stevenson

### Miglior fotografia
Anthony Dod Mantle - The Millionaire (Slumdog Millionaire)

### Miglior regista
Danny Boyle - The Millionaire

### Miglior documentario
Man on Wire - Un uomo tra le Torri

### Miglior montaggio
The Millionaire

### Miglior cast
Frost/Nixon - Il duello

### Miglior film
The Millionaire

### Miglior film in lingua straniera
Lasciami entrare (Låt den rätte komma in), regia di Tomas Alfredson • Svezia

### Migliore scenografia
Il curioso caso di Benjamin Button

### Migliore colonna sonora
The Millionaire - Allah Rakha Rahman

### Migliore sceneggiatura originale
L'ospite inatteso - Thomas McCarthy

### Migliore adattamento della sceneggiatura
The Millionaire - Simon Beaufoy

### Miglior attore non protagonista
Heath Ledger - Il cavaliere oscuro nel ruolo di Joker (postumo)

### Migliore attrice non protagonista
Marisa Tomei - The Wrestler nel ruolo di Cassidy/Pam

### Premio speciale
Richard Jenkins (come attore dell'anno per i film L'ospite inatteso, Fratellastri a 40 anni, Burn After Reading - A prova di spia e Le avventure del topino Despereaux)